# Публичен сектор
Публичният сектор (още държавен сектор или обществен сектор) е частта от икономиката, ангажирана с предоставянето на обществени услуги на жителите.
Този сектор включва дейностите, извършвани от държавата, в области като отбрана, образование и социална защита, както и дейностите, извършвани от местните власти в области като чистота, образование и социални грижи.
Структурата на публичния сектор е различна за всяка страна, но в повечето страни публичният сектор включва такива услуги като полиция, обществен транспорт и поддръжка на републиканската пътна мрежа (за България), държавни училища, успоредно със здравеопазването и тези, които работят за самото правителство, каквито са изборните длъжности.
Примери за публичен сектор могат да варират между предоставянето на социално осигуряване, администрирането на градското планиране и организирането на отбраната, както и други.
Организацията на публичния сектор (държавната собственост) може да приеме различни форми, включително:
- пряка администрация, финансирана чрез данъци; доставящата организация като цяло няма специфични изисквания, за да изпълни критерии за търговски успех и решенията за продукция са обвързани с управлението;
- корпорации, които са публична собственост, особено промишленост, държавни предприятия - различават се от пряката администрация по това, че имат по-голяма търговска свобода и се очаква да оперират в съответствие с търговските критерии, като производствените решения обикновено не се взимат от управлението (макар че цели могат да бъдат полагани за тях от правителството);
- частичен аутсорсинг (например ИТ услуги).

Гранична форма е изцяло аутсорсинг или контрактуване с частно притежавана корпорация, която доставя услуга в полза на правителството. Това се смята за смесица от операции от частния сектор с публично притежаване на придобивки, макар че някои форми на контрол на частния сектор и или риск са такива, че може да не се смята за част от публичния сектор.
Въпреки тяхното име държавните компании не са част от публичния сектор, те са специфичен вид компания от частния сектор, която може да предлага своите акции за продажба на широката публика.
|  | Тази страница частично или изцяло представлява превод на страницата Public sector в Уикипедия на английски. Оригиналният текст, както и този превод, са защитени от Лиценза „Криейтив Комънс – Признание – Споделяне на споделеното“, а за съдържание, създадено преди юни 2009 година – от Лиценза за свободна документация на ГНУ. Прегледайте историята на редакциите на оригиналната страница, както и на преводната страница, за да видите списъка на съавторите. ВАЖНО: Този шаблон се отнася единствено до авторските права върху съдържанието на статията. Добавянето му не отменя изискването да се посочват конкретни източници на твърденията, които да бъдат благонадеждни. |